# IX legislatura de Navarra
La ix legislatura de Navarra comenzó el 17 de junio de 2015 cuando, tras la celebración de las elecciones autonómicas, se constituyó el Parlamento de Navarra, duró hasta el 17 de abril de 2019, momento en el que se disolvió con motivo de las elecciones al Parlamento de Navarra de 2019. Le precedió la VIII legislatura y le sucedió la X legislatura.

## Campaña electoral
La campaña electoral en Navarra, al igual que en el resto de España tiene una duración oficial de 15 días antes de las elecciones, aunque se dan actos políticos desde el anuncio de las elecciones.
Para la viii legislatura, las elecciones fueron convocadas para el 24 de mayo de 2015 por parte de la presidenta de Navarra, Yolanda Barcina mediante decreto foral el 25 de marzo de 2015.

### Candidaturas
Para estas elecciones, se presentaron catorce candidaturas distintas a ocupar los escaños del Parlamento de Navarra. De ellas, la mitad consiguieron obtener escaños.
- Unión del Pueblo Navarro (UPN)
- Geroa Bai (GBai): coalición PNV + Zabaltzen
- Euskal Herria Bildu (EH Bildu): coalición Aralar + EA + Sortu
- Podemos-Ahal Dugu
- Partido Socialista de Navarra (PSN-PSOE)
- Partido Popular de Navarra (PP)
- Izquierda-Ezkerra (I-E): coalición Batzarre + IUN + Los Verdes-Grupo Verde + Plataforma Navarra por el Cambio
- Ciudadanos (Cs)
- Partido Animalista Contra el Maltrato Animal (PACMA)
- Equo-Partido Verde Europeo-Europako Alderdi Berdea (Equo)
- Unión Progreso y Democracia (UPyD)
- Representación Cannábica Navarra-Nafarroako Ordezkaritza Kanabikoa (RCN-NOK)
- Libertad Navarra-Libertate Nafarra (Ln)
- Solidaridad y Autogestión Internacionalista (SAIn)

## Elecciones
Los resultados de las elecciones según se publicaron la Junta Electoral de Navarra.
| ← Elecciones al Parlamento de Navarra de 2015 → |                                                                              |        |       |         |     |
| Presidente y gobierno | Partido                                                                      | Votos  | %     | Escaños | +/– |
| - Presidenta: Uxue Barkos - Gobierno: Geroa Bai, EH Bildu, Podemos, I-E - Censo: 501.267 - Participación: 342.173 (68,26%) - Abstención: 159.094 (31,74%) - Válidos: 337.895 (98,74%) - A candidatura: | Unión del Pueblo Navarro (UPN)                                               | 92.705 | 27,44 | 15      | –4  |
| - Presidenta: Uxue Barkos - Gobierno: Geroa Bai, EH Bildu, Podemos, I-E - Censo: 501.267 - Participación: 342.173 (68,26%) - Abstención: 159.094 (31,74%) - Válidos: 337.895 (98,74%) - A candidatura: | Geroa Bai (GBai)                                                             | 53.497 | 15,83 | 9       | +1  |
| - Presidenta: Uxue Barkos - Gobierno: Geroa Bai, EH Bildu, Podemos, I-E - Censo: 501.267 - Participación: 342.173 (68,26%) - Abstención: 159.094 (31,74%) - Válidos: 337.895 (98,74%) - A candidatura: | Euskal Herria Bildu (EH Bildu)                                               | 48.166 | 14,25 | 8       | +1  |
| - Presidenta: Uxue Barkos - Gobierno: Geroa Bai, EH Bildu, Podemos, I-E - Censo: 501.267 - Participación: 342.173 (68,26%) - Abstención: 159.094 (31,74%) - Válidos: 337.895 (98,74%) - A candidatura: | Podemos-Ahal Dugu                                                            | 46.207 | 13,67 | 7       | +7  |
| - Presidenta: Uxue Barkos - Gobierno: Geroa Bai, EH Bildu, Podemos, I-E - Censo: 501.267 - Participación: 342.173 (68,26%) - Abstención: 159.094 (31,74%) - Válidos: 337.895 (98,74%) - A candidatura: | Partido Socialista de Navarra (PSN-PSOE)                                     | 45.164 | 13,37 | 7       | –2  |
| - Presidenta: Uxue Barkos - Gobierno: Geroa Bai, EH Bildu, Podemos, I-E - Censo: 501.267 - Participación: 342.173 (68,26%) - Abstención: 159.094 (31,74%) - Válidos: 337.895 (98,74%) - A candidatura: | Partido Popular de Navarra (PP)                                              | 13.289 | 3,93  | 2       | –2  |
| - Presidenta: Uxue Barkos - Gobierno: Geroa Bai, EH Bildu, Podemos, I-E - Censo: 501.267 - Participación: 342.173 (68,26%) - Abstención: 159.094 (31,74%) - Válidos: 337.895 (98,74%) - A candidatura: | Izquierda-Ezkerra (I-E)                                                      | 12.482 | 3,69  | 2       | –1  |
| - Presidenta: Uxue Barkos - Gobierno: Geroa Bai, EH Bildu, Podemos, I-E - Censo: 501.267 - Participación: 342.173 (68,26%) - Abstención: 159.094 (31,74%) - Válidos: 337.895 (98,74%) - A candidatura: | Ciudadanos-Partido de la Ciudadanía (Cs)                                     | 9.993  | 2,96  | 0       |     |
| - Presidenta: Uxue Barkos - Gobierno: Geroa Bai, EH Bildu, Podemos, I-E - Censo: 501.267 - Participación: 342.173 (68,26%) - Abstención: 159.094 (31,74%) - Válidos: 337.895 (98,74%) - A candidatura: | Partido Animalista Contra el Maltrato Animal (PACMA)                         | 2.304  | 0,68  | 0       |     |
| - Presidenta: Uxue Barkos - Gobierno: Geroa Bai, EH Bildu, Podemos, I-E - Censo: 501.267 - Participación: 342.173 (68,26%) - Abstención: 159.094 (31,74%) - Válidos: 337.895 (98,74%) - A candidatura: | Equo-Partido Verde Europeo-Europako Alderdi Berdea (Equo)                    | 2.170  | 0,64  | 0       |     |
| - Presidenta: Uxue Barkos - Gobierno: Geroa Bai, EH Bildu, Podemos, I-E - Censo: 501.267 - Participación: 342.173 (68,26%) - Abstención: 159.094 (31,74%) - Válidos: 337.895 (98,74%) - A candidatura: | Unión Progreso y Democracia (UPyD)                                           | 1.740  | 0,51  | 0       |     |
| - Presidenta: Uxue Barkos - Gobierno: Geroa Bai, EH Bildu, Podemos, I-E - Censo: 501.267 - Participación: 342.173 (68,26%) - Abstención: 159.094 (31,74%) - Válidos: 337.895 (98,74%) - A candidatura: | Representación Cannábica Navarra-Nafarroako Ordezkaritza Kanabikoa (RCN-NOK) | 1.733  | 0,51  | 0       |     |
| - Presidenta: Uxue Barkos - Gobierno: Geroa Bai, EH Bildu, Podemos, I-E - Censo: 501.267 - Participación: 342.173 (68,26%) - Abstención: 159.094 (31,74%) - Válidos: 337.895 (98,74%) - A candidatura: | Libertad Navarra-Libertate Nafarra (LN)                                      | 955    | 0,28  | 0       |     |
| - Presidenta: Uxue Barkos - Gobierno: Geroa Bai, EH Bildu, Podemos, I-E - Censo: 501.267 - Participación: 342.173 (68,26%) - Abstención: 159.094 (31,74%) - Válidos: 337.895 (98,74%) - A candidatura: | Solidaridad y Autogestión Internacionalista (SAIn)                           | 880    | 0,26  | 0       |     |
| - Presidenta: Uxue Barkos - Gobierno: Geroa Bai, EH Bildu, Podemos, I-E - Censo: 501.267 - Participación: 342.173 (68,26%) - Abstención: 159.094 (31,74%) - Válidos: 337.895 (98,74%) - A candidatura: | Nulos                                                                        | 4.280  | 1,25  |         |     |
| - Presidenta: Uxue Barkos - Gobierno: Geroa Bai, EH Bildu, Podemos, I-E - Censo: 501.267 - Participación: 342.173 (68,26%) - Abstención: 159.094 (31,74%) - Válidos: 337.895 (98,74%) - A candidatura: | En blanco                                                                    | 6.610  | 1,96  |         |     |

### Investidura
La votación para la investidura de la Presidenta del Gobierno de Navarra en el Parlamento de Navarra se celebró el 20 de julio. Salió elegida Uxue Barkos en primera ronda, siendo la 10.ª Presidenta de Navarra y la segunda mujer en ocupar el puesto.
| Resultado de la votación de investidura de la Presidenta del Gobierno de Navarra Mayoría absoluta: 26/50 |                                                         |       |    |   |   |   |   |   |   |       |
| Candidata                                                                                                | Fecha                                                   | Voto  |    |   |   |   |   |   |   | Total |
| Uxue Barkos (Geroa Bai)                                                                                  | 20 de julio de 2015 Mayoría requerida: Absoluta (26/50) | Sí    |    | 9 | 8 | 7 |   |   | 2 | 26/50 |
| Uxue Barkos (Geroa Bai)                                                                                  | 20 de julio de 2015 Mayoría requerida: Absoluta (26/50) | No    | 15 |   |   |   |   | 2 |   | 17/50 |
| Uxue Barkos (Geroa Bai)                                                                                  | 20 de julio de 2015 Mayoría requerida: Absoluta (26/50) | Abst. |    |   |   |   | 7 |   |   | 7/50  |
| Fuente: Parlamento de Navarra                                                                            |                                                         |       |    |   |   |   |   |   |   |       |

## El Parlamento de Navarra

### Constitución de la Mesa del Parlamento
El 17 de junio de 2015 tuvo lugar la primera sesión del Parlamento tras las elecciones regionales con el fin de formar la mesa parlamentaria, nombrar al Presidente del Parlamento y nombrar a la candidatura a la presidencia de Navarra.
|                                                                    |         |                          |  |  |
| Miembros de la Mesa del Parlamento de Navarra de la IX Legislatura |         |                          |  |  |
| Cargo                                                              | Partido | Titular                  |  |  |
| Presidenta del Parlamento                                          |         | Ainhoa Aznárez Igarza    |  |  |
| Vicepresidente primero                                             |         | Unai Hualde Iglesias     |  |  |
| Vicepresidente segundo                                             |         | Alberto Catalán Higueras |  |  |
| Secretaría primera                                                 |         | Maiorga Ramírez Erro     |  |  |
| Secretaría segunda                                                 |         | Óscar Arizcuren Pola     |  |  |
| Fuente: Parlamento de Navarra                                      |         |                          |  |  |

### Grupos Parlamentarios
|                                                                            |                                          |                                  |           |  |  |
| Grupos Parlamentarios de la IX Legislatura                                 |                                          |                                  |           |  |  |
| Grupo parlamentario                                                        | Partidos                                 | Portavoz                         | Diputados |  |  |
| Grupo Parlamentario UPN                                                    | Unión del Pueblo Navarro (UPN)           | José Javier Esparza Abaurrea     | 15        |  |  |
| Grupo Parlamentario Geroa Bai                                              | Geroa Bai (GBai)                         | Koldo Martínez Urionabarrenetxea | 9         |  |  |
| Grupo Parlamentario EH Bildu Nafarroa                                      | Euskal Herria Bildu (EH Bildu-Nafarroa)  | Adolfo Araiz Flamarique          | 8         |  |  |
| Grupo Parlamentario Podemos-Ahal Dugu                                      | Podemos-Ahal Dugu                        | Mikel Buil García                | 7         |  |  |
| Grupo Parlamentario Partido Socialista de Navarra                          | Partido Socialista de Navarra (PSN-PSOE) | María Victoria Chivite Navascués | 7         |  |  |
| Agrupación de Parlamentarios Forales del Partido Popular de Navarra        | Partido Popular de Navarra (PPN)         | Ana María Beltrán Villalba       | 2         |  |  |
| Agrupación de Parlamentarios Forales de Izquierda-Ezkerra                  | Izquierda-Ezkerra (I-E)                  | José Miguel Nuin Moreno          | 2         |  |  |
| Fuente: Parlamento de NavarraGrupos Parlamentarios. parlamentodenavarra.es |                                          |                                  |           |  |  |

### Junta de Portavoces
La Junta de portavoces del Parlamento de Navarra la forman exclusivamente los portavoces de los grupos y agrupaciones de parlamentarios forales.

### Comisión Permanente
La Comisión Permanente la forman la unión de la Mesa del Parlamento y la Junta de Portavoces, quedando la siguiente estructura para la IX legislatura:
|                                          |                   |                                  |  |  |  |
| Comisión Permanente de la IX Legislatura |                   |                                  |  |  |  |
| Cargo                                    | Partido           | Titular                          |  |  |  |
| Presidenta                               | Podemos-Ahal Dugu | Ainhoa Aznárez Igarza            |  |  |  |
| Vicepresidente primero                   | GBai              | Unai Hualde Iglesias             |  |  |  |
| Vicepresidente segundo                   | UPN               | Alberto Catalán Higueras         |  |  |  |
| Secretaría primera                       | EH Bildu          | Maiorga Ramírez Erro             |  |  |  |
| Secretaría segunda                       | UPN               | Óscar Arizcuren Pola             |  |  |  |
| Portavoz del G.P. UPN                    | UPN               | José Javier Esparza Abaurrea     |  |  |  |
| Portavoz del G.P. GBai                   | GBai              | Koldo Martínez Urionabarrenetxea |  |  |  |
| Portavoz del G.P. EH Bildu               | EH Bildu          | Adolfo Araiz Flamarique          |  |  |  |
| Portavoz del G.P. Podemos-Ahal Dugu      | Podemos-Ahal Dugu | Mikel Buil García                |  |  |  |
| Portavoz del G.P. PSN                    | PSN-PSOE          | María Victoria Chivite Navascués |  |  |  |
| Portavoz de la A.F.P. del PPN            | PPN               | Ana María Beltrán Villalba       |  |  |  |
| Portavoz de la A.F.P. de I-E             | Izquierda-Ezkerra | José Miguel Nuin Moreno          |  |  |  |
| Fuente: Parlamento de Navarra            |                   |                                  |  |  |  |

## Medidas gubernamentales

### Derogación de la Ley de Símbolos
El 6 de abril de 2017 se aprobaba la Ley Foral 3/2017 que derogaba la anterior Ley Foral 24/2003, de 4 de abril, conocida como la Ley de Símbolos. La medida fue defendida por miembros del gobierno como una búsqueda de poner fin a una norma excluyente y prohibitiva.
La Ley fue muy criticada por los partidos en la oposición por considerar que esta Ley solo buscaba defender un sentimiento identitario del nacionalismo vasco, dado que la ley no incluye un texto alternativo de la ley de símbolos, sino que deroga partes de la ley anterior.
El debate parlamentario precedente a la votación de la ley fue muy tenso, cruzándose reproche de todos los partidos políticos unos a otros y teniéndose que llegar a suspender el debate en momentos puntuales por la presidencia de la cámara. La Ley salió adelante en la votación del 30 de marzo con 26 votos a favor (GBai, EH Bildu, Podemos-Ahal Dugu e I-E) y 24 votos en contra (UPN, PSN y PPN).

### Modificación de la Ley del Euskera

#### Polémica de la OPE de Educación
Desde que el gobierno de Uxue Barkos comenzó en el cargo se habló de una OPE (Oferta Pública de Empleo) en Educación que el gobierno convocaría con gran presencia del requisito del conocimiento del euskera dado que desde hacía muchos años este se iba relegando en la administración pública.
La valoración del euskera en una lista única ha sido muy criticada, por entender que, al valorarse en la misma lista, toda persona con conocimiento de euskera tendrá una ventaja sustancial frente al resto de aspirantes al puesto. Entre las agrupaciones contrarias a la lista única llegaron a estar algunos de los sindicatos presentes en Navarra.
La OPE, ideada inicialmente para 2017, se retrasó hasta 2018, en la que se convocarían un total de 566 plazas: 221 en Sanidad, 191 en Educación y 154 de otros puestos en la Administración. Este anuncio se hizo sin aclarar si finalmente habría lista única o no en Educación.

### Polémica por la retirada de la bandera europea
El Parlamento de Navarra retiró el 18 de marzo de 2016 la bandera de la Unión Europea de su fachada, una decisión que fue tomada por la Mesa del Parlamento, presidida por la presidenta del Parlamento, Ainhoa Aznárez de Podemos-Ahal Dugu. Esta decisión fue tomada como respuesta ante el acuerdo que la Unión Europea alcanzó con Turquía en respuesta a la crisis de los refugiados, pues el Parlamento Foral consideró que el acuerdo vulneraba los Derechos Humanos de los refugiados que llegaban a las fronteras europeas.
La decisión fue ampliamente criticada por algunas fuerzas políticas navarras como UPN, PSN o PPN, que aseguraron que compartían el deseo de que la UE llegase a un acuerdo que respetase mejor los derechos de los refugiados, pero no compartían la decisión de retirar la insignia. El presidente de UPN, Javier Esparza insinuó en unas declaraciones que el cuatripartito buscaba una ambigüedad en el uso de las banderas para llegar algún día a colocar la ikurriña en su fachada, refiriéndose a la polémica de la derogación de la ley de símbolos que el cuatripartito había anunciado.
Finalmente, el 20 de septiembre de 2016, el Parlamento aprobó una declaración institucional en la que agradecían las labores que la Unión Europea había hecho desde su creación por la fraternidad de los pueblos de Europa y aseguraban la viabilidad de volver a colocar la bandera previa petición a la Mesa o a la Junta de Portavoces. No fue hasta el 9 de mayo de 2017 que la bandera fue nuevamente colocada tras aprobarlo la Junta de Portavoces con los votos del gobierno divididos.

### Reforma fiscal de 2018
Entre 2016 y 2017, el gobierno de Navarra trabajó en una reforma fiscal que fue anunciada a finales de 2017 para entrar en vigor en 2018.
La reforma fiscal, anunciada por el gobierno como fin para recuperar servicios públicos y repartir la riqueza, ha sido avalada hasta el momento por las formaciones de izquierda aglutinadas en el cuatripartito y discutida por las fuerzas de la oposición, tanto de formaciones de derecha, UPN y PP, como la restante fuerza de izquierda, PSN. En concreto, las medidas más polémicas tras su anuncio en noviembre de 2017 fueron los puntos sobre planes de pensiones, IRPF y vivienda.
El Parlamento aceptó varias enmiendas que se fueron presentando a la reforma por las distintas formaciones que lo componen. Estas se debatieron en pleno el 21 de diciembre de 2017.

### Actualización del Convenio Económico
En diciembre de 2017, tras una negociación que comenzó a principios de año, el Gobierno de Navarra firmó con el Gobierno de España el acuerdo sobre el Convenio Económico que se encontraba en prórroga desde 2014. En el acuerdo se firmó que la aportación de Navarra hasta 2019 por los servicios no transferidos se calcularía partiendo de los 479,9 millones de € que Navarra aportó al Estado en 2015.
Así, se calculó, basándose en los datos del Ministerio de Hacienda, el Gobierno de España aceptó que Navarra había aportado de más en el ejercicio de 2016, pues dio al Estado 626 millones de €, cuando el gasto a posteriori se fijó en 479,1 millones de €, una diferencia de 147 millones de € que, junto a lo aportado de más en el ejercicio de 2015, se fijó que el Estado devolvería a Navarra 215 millones por lo aportado de más en los dos ejercicios.

## Composición del Gobierno de Navarra 2015 - 2019
|                                                         |                                 |        | Inicio              | Fin                 |
| ------------------------------------------------------- | ------------------------------- | ------ | ------------------- | ------------------- |
| Partido Político                                        | Geroa Bai                       |        | Inicio              | Fin                 |
| Partido Político                                        | Euskal Herria Bildu             |        | Inicio              | Fin                 |
| Partido Político                                        | Izquierda-Ezkerra               |        | Inicio              | Fin                 |
| Cargo                                                   | Nombre                          | Nombre | Inicio              | Fin                 |
| Presidenta                                              | Uxue Barkos Berruezo            |        | 22 de julio de 2015 | 7 de agosto de 2019 |
| Vicepresidencia de Derechos Sociales                    | Manu Ayerdi Olaizola            |        | 23 de julio de 2015 | 7 de agosto de 2019 |
| Vicepresidencia de Desarrollo Económico                 | Miguel Laparra Navarro          |        | 23 de julio de 2015 | 7 de agosto de 2019 |
| Hacienda y Política Financiera                          | Mikel Aranburu Urtasun          |        | 23 de julio de 2015 | 7 de agosto de 2019 |
| Presidencia, Función Pública, Interior y Justicia       | María José Beaumont Aristu      |        | 23 de julio de 2015 | 7 de agosto de 2019 |
| Relaciones Ciudadanas e Institucionales                 | Ana Ollo Hualde                 |        | 23 de julio de 2015 | 7 de agosto de 2019 |
| Salud                                                   | Fernando Domínguez Cunchillos   |        | 23 de julio de 2015 | 7 de agosto de 2019 |
| Cultura, Deporte y Juventud                             | Ana Herrera Isasi               |        | 23 de julio de 2015 | 7 de agosto de 2019 |
| Desarrollo Rural, Medio Ambiente y Administración Local | Isabel Elizalde Arretxea        |        | 23 de julio de 2015 | 7 de agosto de 2019 |
| Educación y Portavoz de Gobierno                        | María Roncesvalles Solana Arana |        | 23 de julio de 2015 | 7 de agosto de 2019 |